# Manuel Abad y Lasierra
Manuel Abad y Lasierra, también conocido como Manuel Abad y la Sierra (Estadilla, Huesca, 24 de diciembre de 1729 - Zaragoza, 12 de enero de 1806) fue un religioso  español. 

## Biografía
Hijo de Francisco Abad Navarro, de Estadilla, y de María Teresa Lasierra, de Barbuñales. Hermano de Íñigo Abad y Lasierra, obispo de Barbastro e historiador de Puerto Rico.
Estudió en la Universidad de Huesca y fue racionero de la Iglesia de su provincia. Después fue monje Benedictino en el Monasterio de San Juan de la Peña, en el que se dedicó al estudio de la historia y antigüedades; por esto el rey lo autorizó con su Real Cédula de 1 de junio de 1771 para el registro y examen de los Archivos y Bibliotecas de los Monasterios Benedictinos claustrales de su Congregación.
Fue individuo de la Real Academia de la Historia, Prior de Meyá, Dignidad Mitrada del Principado de Cataluña, nombrado Obispo de Ibiza en 1782 y de Astorga en 1787 y electo en abril de 1793 Inquisidor General de España.
Fue Arzobispo de Selimbria (Tracia), Abad de San Vicente, Dignidad de la Santa Iglesia Metropolitana de Toledo. Su hermano Íñigo también alcanzó la dignidad de Obispo de Barbastro.
En el año 1798 se retiró a su región, muriendo el 12 de enero de 1806 de un accidente tras el que no dio tiempo más que para administrarle el Sacramento de la penitencia. El 14 de enero su cadáver fue sepultado en el Templo Metropolitano de El Pilar.
Autor de numerosos documentos de archivo histórico impulsados por la ilustración, posiblemente es más recordado por su reforma de la Inquisición.

## Obras
- Noticia de la vida interior y elogio de las virtudes del Serenísimo Sr. Don Juan de Austria, Gran Prior de Castilla en la Orden de San Juan de Jerusalén, General de las armas españolas, hijo del Católico Rey D. Felipe IV, que dejó escrita el Ilustrísimo Sr. D. Miguel Lorenzo de Frías, meritísimo Obispo de Jaca. 1767
- Memorial, o representación, que dio a S. M. para informarlo de los efectos de la Real Comisión que se dignó comunicarle para el registro e inspección de los mencionados Archivos y Librerías de los Monasterios Benedictinos de su Congregación; donde acuerda memorias de particular erudición en la historia y antigüedades, especialmente de Aragón y su Corona. Formó este escrito el año de 1772.
- Índice de los Archivos de la Congregación Benedictina Claustral Tarraconense y Cesaraugustana, formado el año de 1772, y entregado a la Real Cámara de Castilla, para que pudiese cerciorarse del cumplimiento de su comisión, ejecutada de orden de S. M., y sincerarse de la utilidad de las memorias que en él le presenta del Real Monasterio de San Juan de la Peña, del Real Monasterio de San Victorián y del de San Pedro de Tabernas, a él unido, como del de Santa María de Obarra, del Real Monasterio de Alaon, comúnmente llamado de la O., del Archivo de la Real Casa e Iglesia de San Vicente de Roda, y del Archivo de la Colegial y villa de Alquézar. Hay una mención especial a la Iglesia de Santa María de Iguácel, en el valle de la Garcipollera, en Huesca. Es un papel bastante dilatado y de él se conserva una copia en la librería del Excmo. Sr. D. Manuel de Roda, que legó al Real Seminario de San Carlos de Zaragoza, donde se halla en la pieza de los MSS.
- Un extracto de todos estos Archivos y Bibliotecas, habiéndolo formado particular de cada Monasterio e Iglesia; que es obra muy prolija por la multitud de Bulas, Privilegios Reales, Escrituras, Códices y otros papeles y libros que refiere, crítica que emplea en ellos y reflexiones. Diseños formados para el mejor conocimiento de letras, signos, monogramas, cifras, abreviaturas, escudos de armas, etc., en cada siglo, recuerdos de inscripciones y otras cosas de antigüedad, que ilustran sus asuntos.
- Papel entregado al Excmo. Señor D. Pedro Rodríguez Campomanes, Conde de Campomanes, del Consejo de Estado, entonces Fiscal primero del Consejo y Cámara de Castilla, con motivo de haberle pedido su excelencia que le manifestase los designios que llevaba en estos sus trabajos literarios, y una idea del plan diplomático que meditaba.
- Papel entregado y leído en la Real Academia de la Historia por D. Fr. Manuel de Abad, Monje Benedictino Claustral de la Congregación Tarraconense y Cesaraugustana, en el acto de darle la posesión de Académico de la misma.
- Discurso previo sobre nuestras Iglesias, su principio y acrecentamiento, y estado relativo a sus investigaciones. 1779.
- Descripción del Panteón Real antiguo y moderno del Real Monasterio de San Juan de la Peña, ilustrado con noticias no conocidas hasta ahora. MS.
- La Historia más antigua de Aragón, o Coronica de Marfilo, ajustada y corregida con los documentos de nuestros Archivos. MS.
- El Necrologio de Ripol inédito, con una ilustración difusa de cuantos sujetos se expresan en él. MS.
- Noticia de la Sede episcopal de Hictosa, hoy Tolva, Mapa de su Diócesi, Catálogo de sus Obispos, Índice de su Biblioteca, e ilustración de varios sucesos sagrados y políticos, equivocados en nuestras historias. MS.
- Disertación sobre la Coronica de San Pedro de Tabernas, en que se corrigen las equivocaciones con que la imprimió Pellicér; sobre su contenido, tiempo y medios por donde vino al Archivo del Real Monasterio de San Juan de la Peña. MS.
- Disertación sobre la historia primera de San Voto, que aunque no tiene fecha, de su contesto y de sus MSS. más antiguos se colige, que se escribió en el primer siglo de la reparación de España. Se averigua su contenido y tiempo en que se escribió. MS.
- Disertación sobre el Cartulario de San Martín de Cercito, muy conducente a la noticia de los Condes de Aragón, y conteste con otras escrituras que dan luz de los primeros Reyes de esta Corona. Averíguase la verdad de esta escritura. MS.
- Memoria y Tratado sobre una donación del Conde D. Galindo al Monasterio de Siresa, sobre la celebridad y fama que ha logrado esta escritura entre los historiadores. MS.
- Discurso sobre la fundación y dotación del antiguo monasterio de Fonfrida, y memorias útiles que en él se averiguan. MS.
- Tratado sobre la dotación y demarcación de los términos del antiguo Monasterio de Navasal. MS.
- Disertación sobre la dotación y confirmación del Real Monasterio de Nuestra Señora de Alaon, o la O. MS.
- Disertación sobre los privilegios de los Roncaleses, su origen y mérito. MS.
- Diferentes observaciones históricas comprobadas con escrituras, documentos y papeles auténticos, con otras memorias así eclesiásticas como seculares, especialmente del reino de Aragón. MS.
- Aparato y Promptuario de la Historia Universal Eclesiástica-Civil-Diplomática de España. MS., en folio de 44 páginas, de que existe una copia en la librería del Excmo. Sr. D. Manuel Roda en el Real Seminario de San Cárlos de Zaragoza, donde se halla en su pieza de MSS., como el siguiente tratado.
- Sobre la inmunidad eclesiástica de las Iglesias. MS. en folio.
- Noticia de los lugares donde acostumbraban sepultarse las personas nobles, y demás de todas clases en la Corona de Aragón, desde los primeros siglos de la restauración de la Monarquía, que presentó á la Real Academia de la Historia el año 1782.
- Advertencias y notas á las inscripciones del Real panteón del Monasterio de San Juan de la Peña, que se ha reedificado con magnificencia y esmero por la liberalidad piadosa del Sr. Rey D. Carlos III, en folio.
- Paleografía antigua, que comprende hasta el siglo X. Ayudándole á formar las demostraciones al vivo de la escritura de D. Francisco Javier de Santiago Palomares, Académico correspondiente de la Real Academia de la historia.
- Bibliografía o noticia de los códices MSS. que se hallan en nuestras Bibliotecas, con una noticia sucinta de su contenido, y espécimen de los caracteres con que están escritos.
- Informes y respuestas de varios asuntos que se le perdieron.
- Muchas cartas estimadas por sus noticias, asuntos y sucesos de que tratan.
- Diversos avisos, o Monitos Pastorales.
- Santa María de Alquezar, capilla real, fundada por los Señores Reyes de Aragón en el territorio de Sobrarbe, partido de Barbastro. MS. en fol. de 17 fojas útiles.
- Breve noticia del estado natural, civil, militar y político que hoy tienen las Islas de Ibiza y Formentera, con sus adyacentes, escrita por D. Manuel Abad y Lasierra, primer Obispo que fue de Ibiza. MS. original, en fol., en la Academia de la Historia, E.136, firmado por el autor, en Ibiza, á 6 de septiembre de 1786. A continuación siguen unas adiciones á esta relación, escritas por D. Cárlos González de Posada, Canónigo magistral de la Santa Iglesia de Tarragona, y primer Canónigo magistral que fue de la de Ibiza. Están firmadas en Madrid á 2 de septiembre de 1791.
- Apuntamientos cronológico-históricos para el tratado del Priorato, de Santa María de Meyá, por D. Manuel Abad y Lasierra, Prior de la misma casa. MS., en la Academia de la Historia, tomo XVII de la colección del autor.
- Noticia cronológica histórico-legal del Priorato de Santa María de Meyá, desde su fundación. Catálogo de sus Priores, disciplina y jurisdicción que ha gozado en todos tiempos, por D. Manuel Abad y Lasierra. MS. original, Ibídem. No está concluida está obra.